# Carámbano

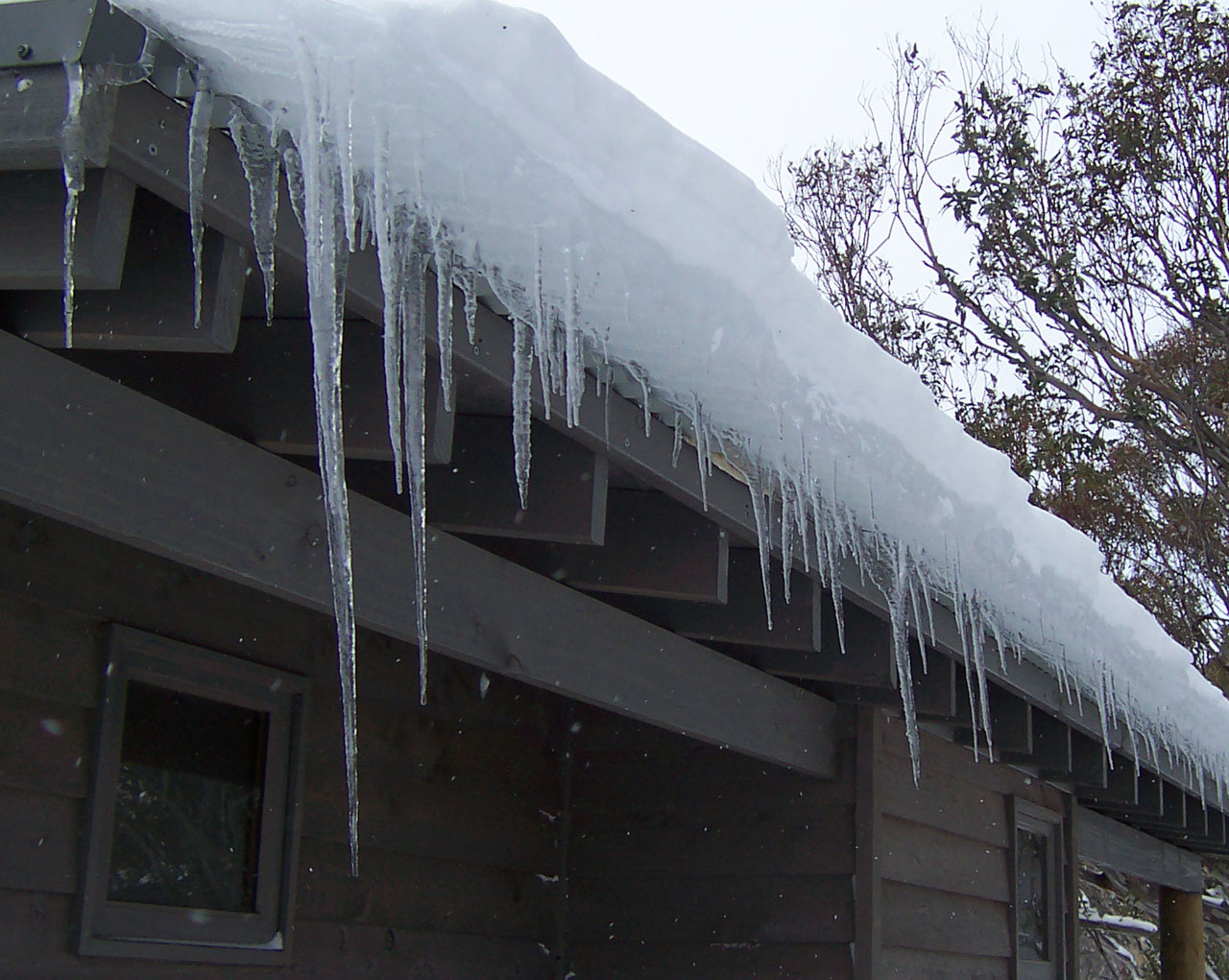
Fila de carámbanos colgando de un tejado nevado.

Un carámbano es un pedazo de hielo, generalmente en forma de cono, que se forma cuando el agua que gotea de un objeto se congela por efecto de una helada. Generalmente se forman cuando el hielo o la nieve se derrite por el calor del Sol (o cualquier otra fuente de calor) y posteriormente el agua que aparece entra en contacto con una zona con temperaturas inferiores a 0 °C volviéndose a congelar.
Normalmente los carámbanos son conos rectos y puntiagudos, pero por efecto del viento o si el agua cae muy lentamente, pueden ser de formas redondeadas y curvadas.
Si el proceso de congelado y descongelado continua, el carámbano aumenta de longitud y grosor progresivamente. El peso que pueden llegar a alcanzar los carámbanos puede hundir la estructura de los tejados y quebrar las ramas de donde cuelgan, y pueden llegar a clavarse como un cuchillo al caer al suelo desde lo alto.

## Imágenes

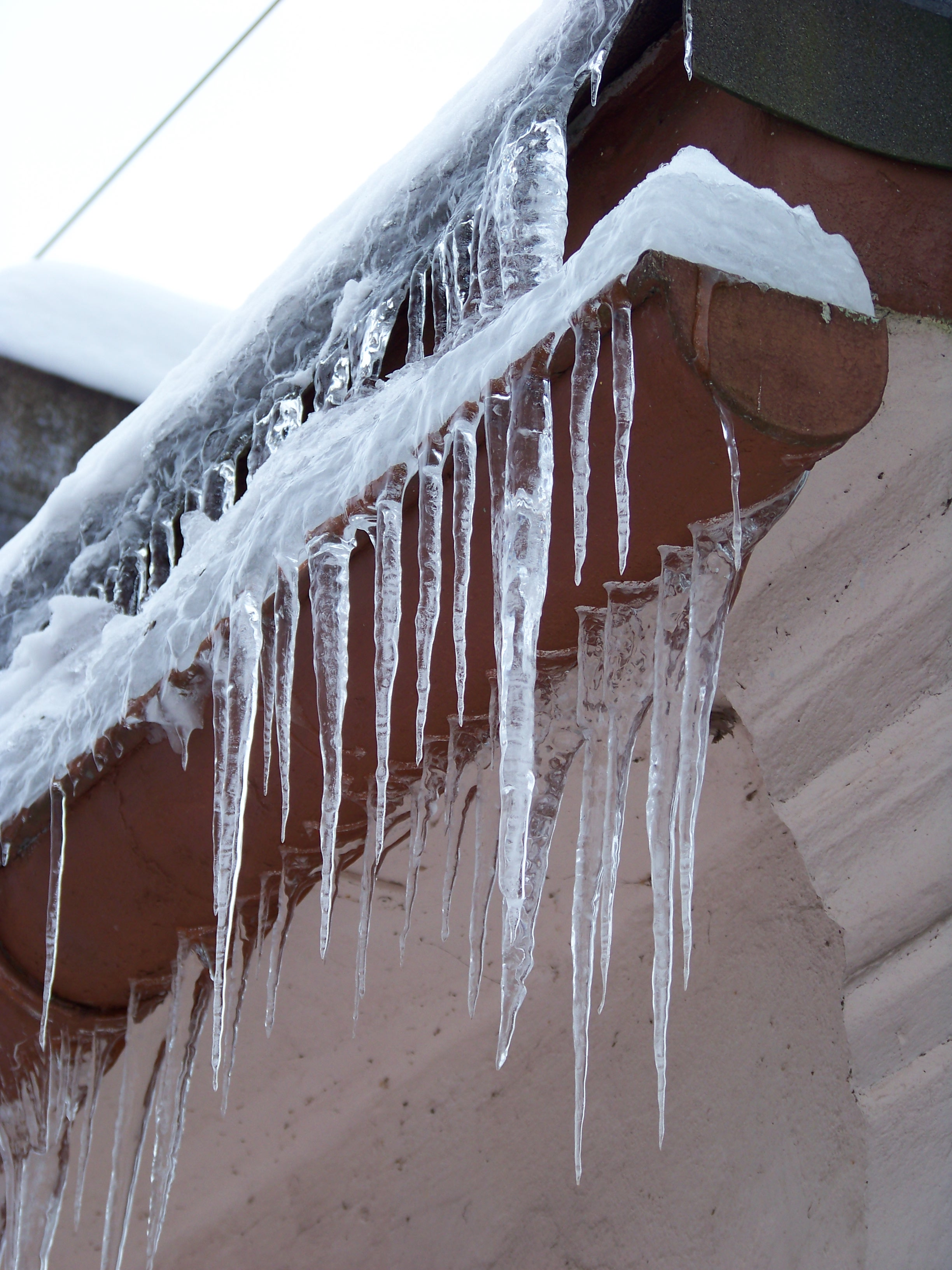
Carámbanos bien formados en el desagüe de una casa en una la República Checa.
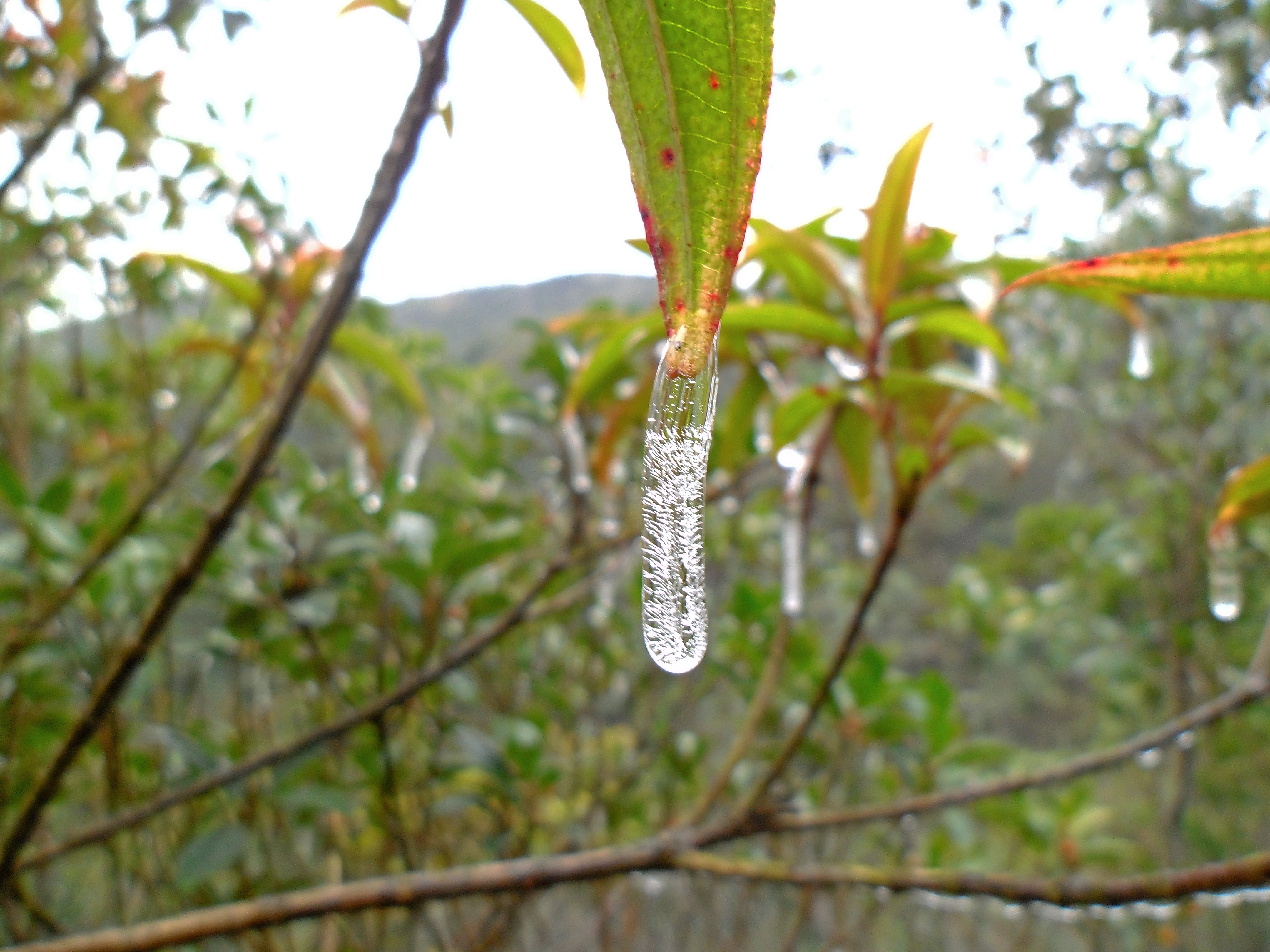
Carámbano miniatura en una hoja.
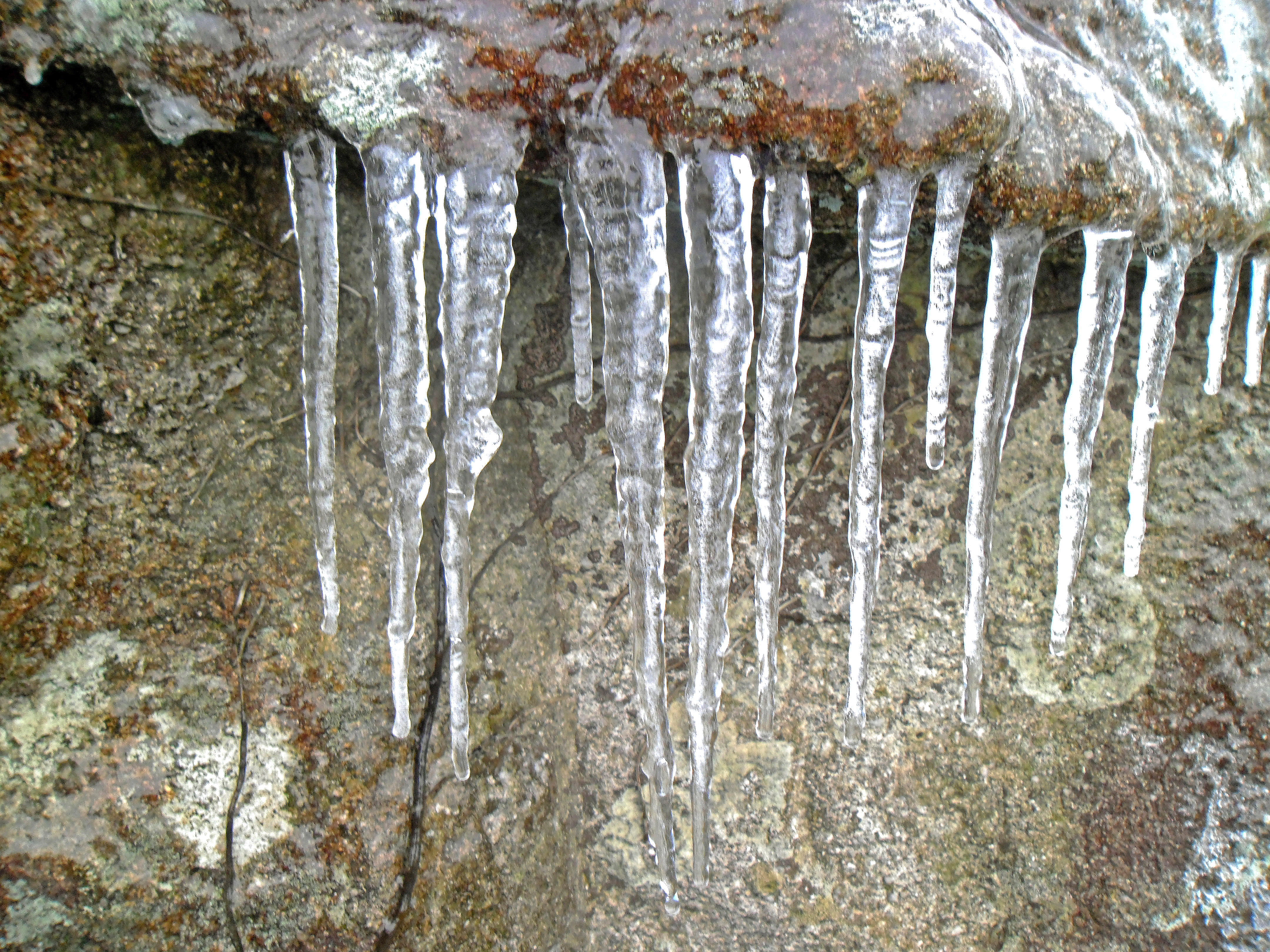
Carámbanos en una roca a 630 m (2066,9 pies) sobre el nivel del mar en Hong Kong el 24 de enero de 2016.
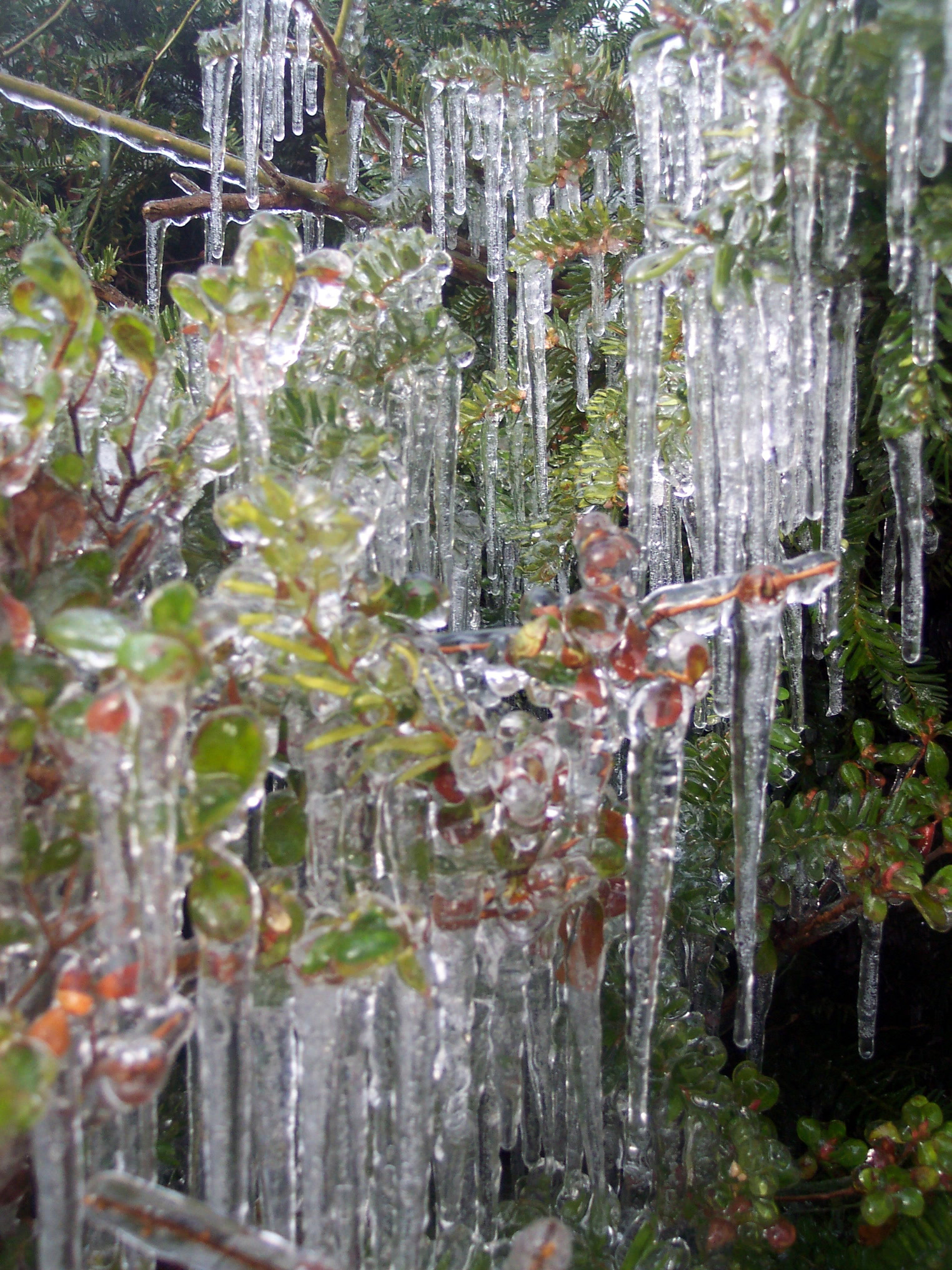
Carámbanos sobre un arbusto
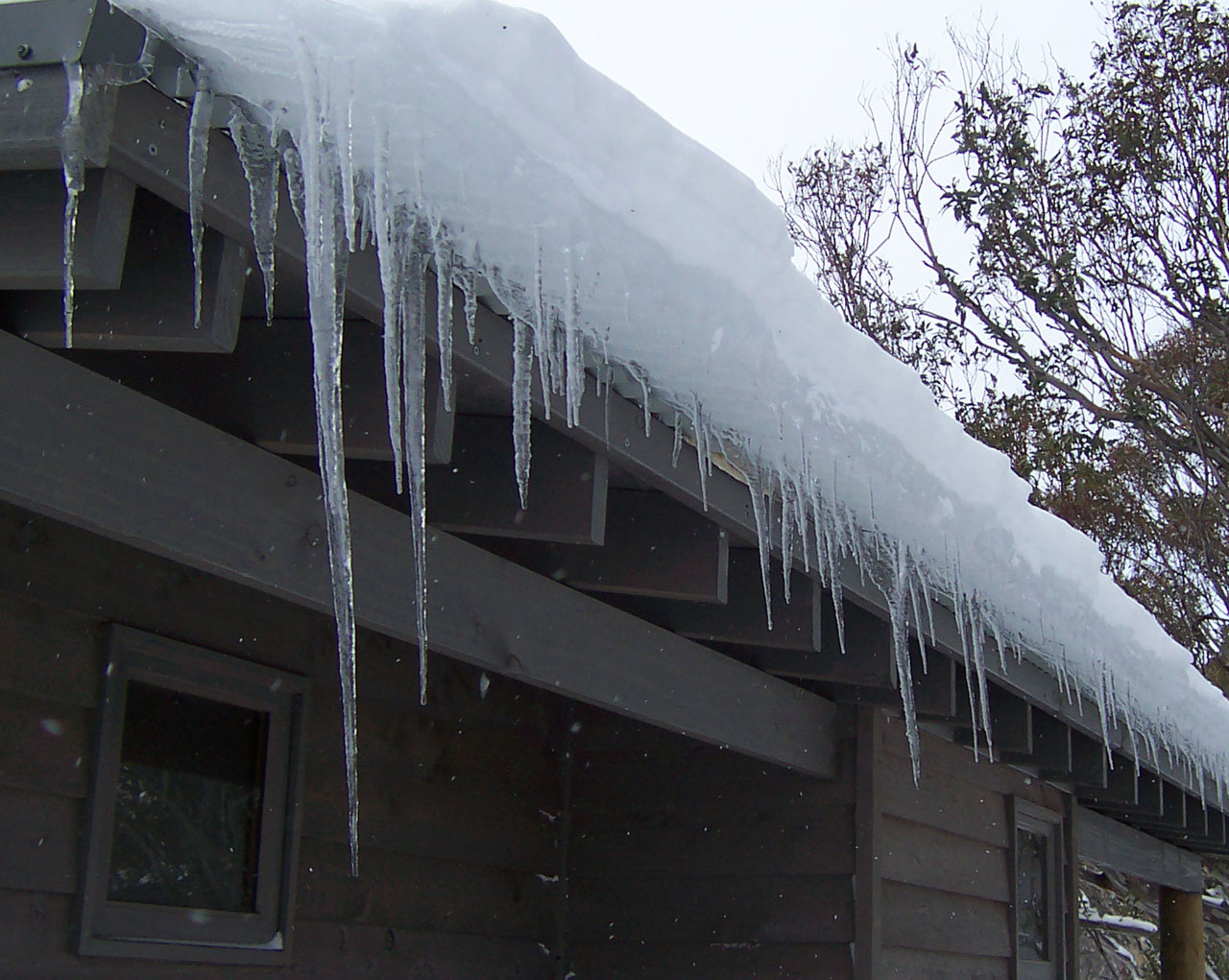
Carámbanos sobre un tejado
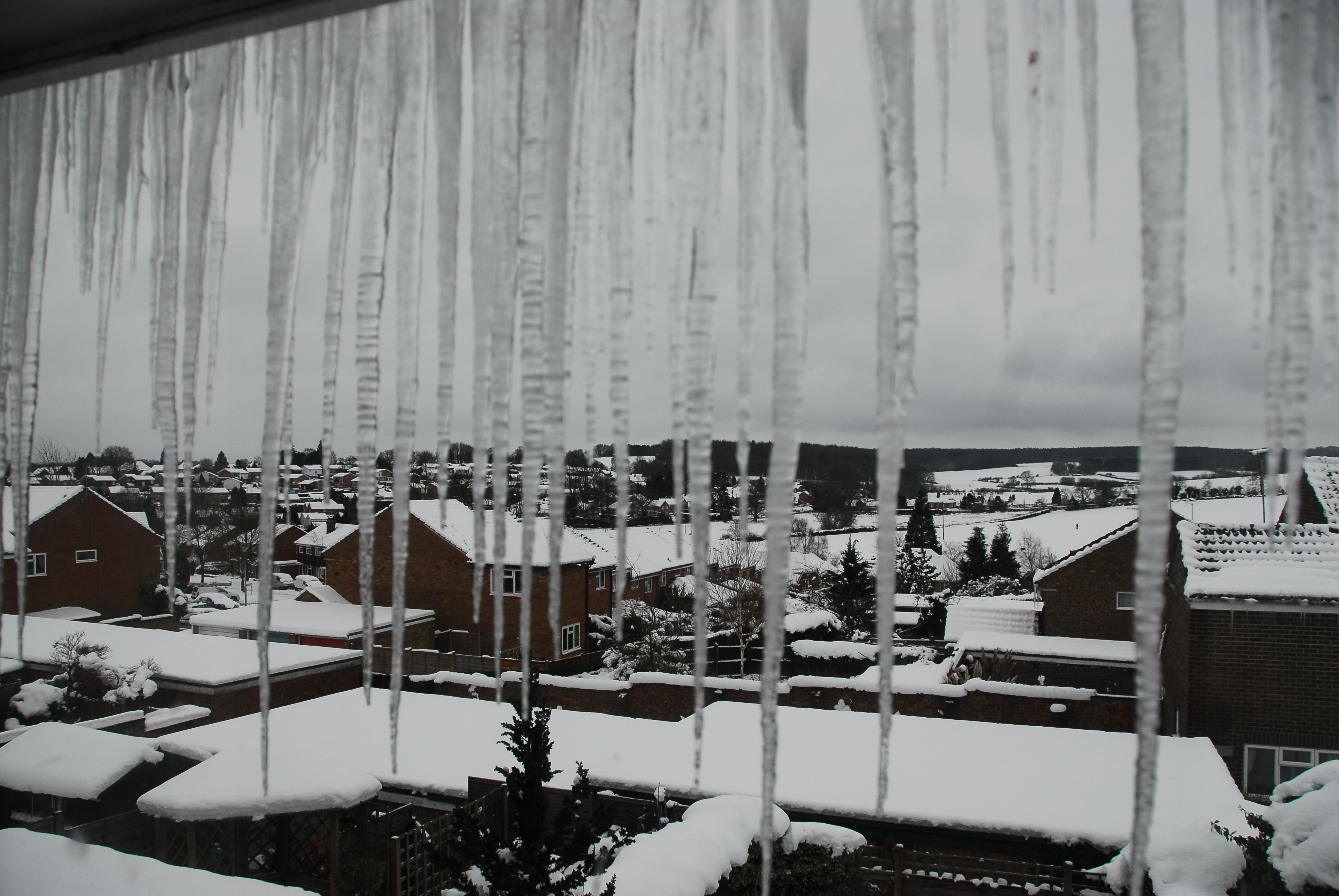
Carámbanos en Alton Hampshire, Inglaterra, el 10 de enero de 2010.
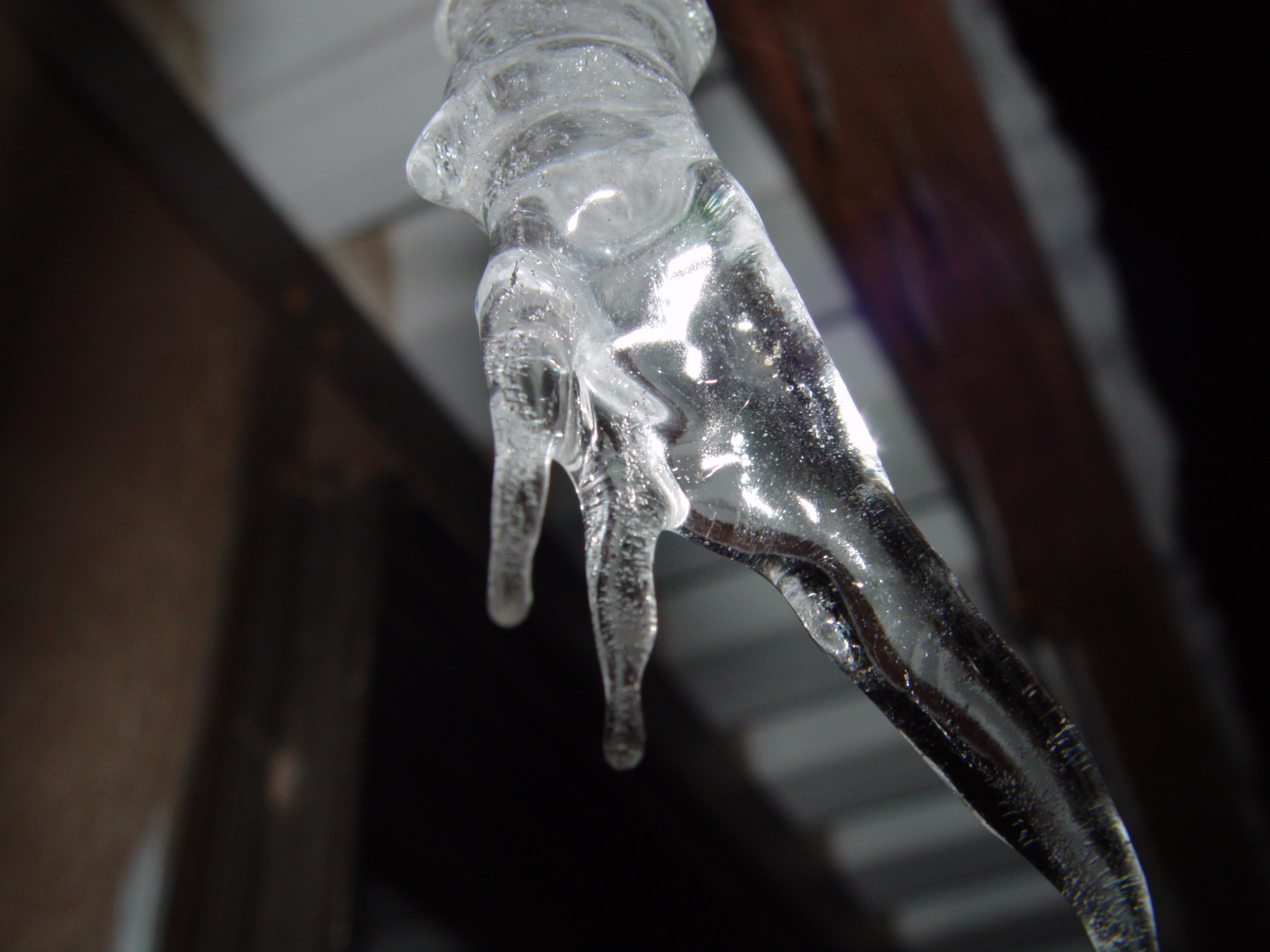
Un carámbano en primer plano
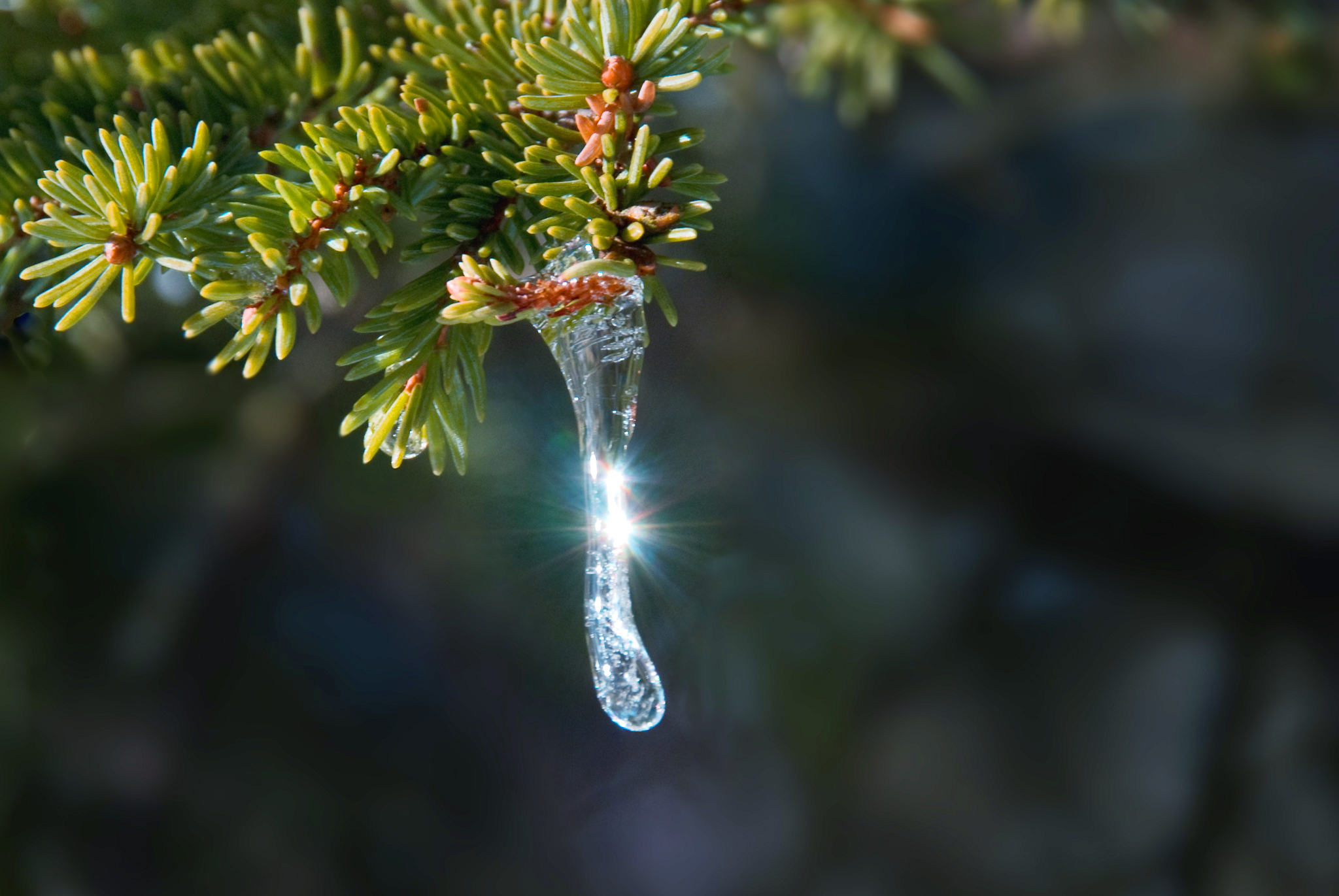
Carámbanos sobre un árbol
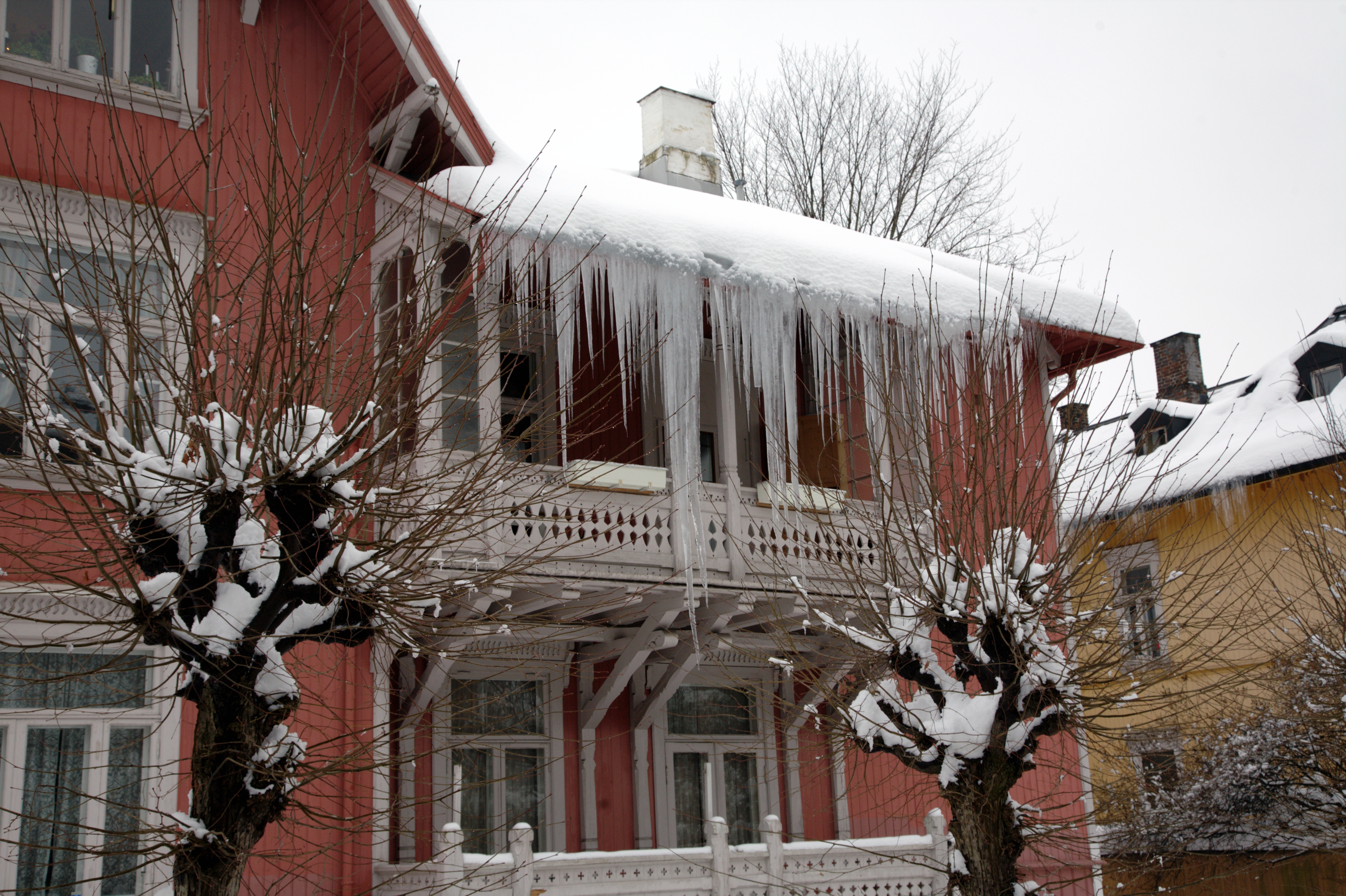
Carámbanos sobre una casa en Oslo, Noruega
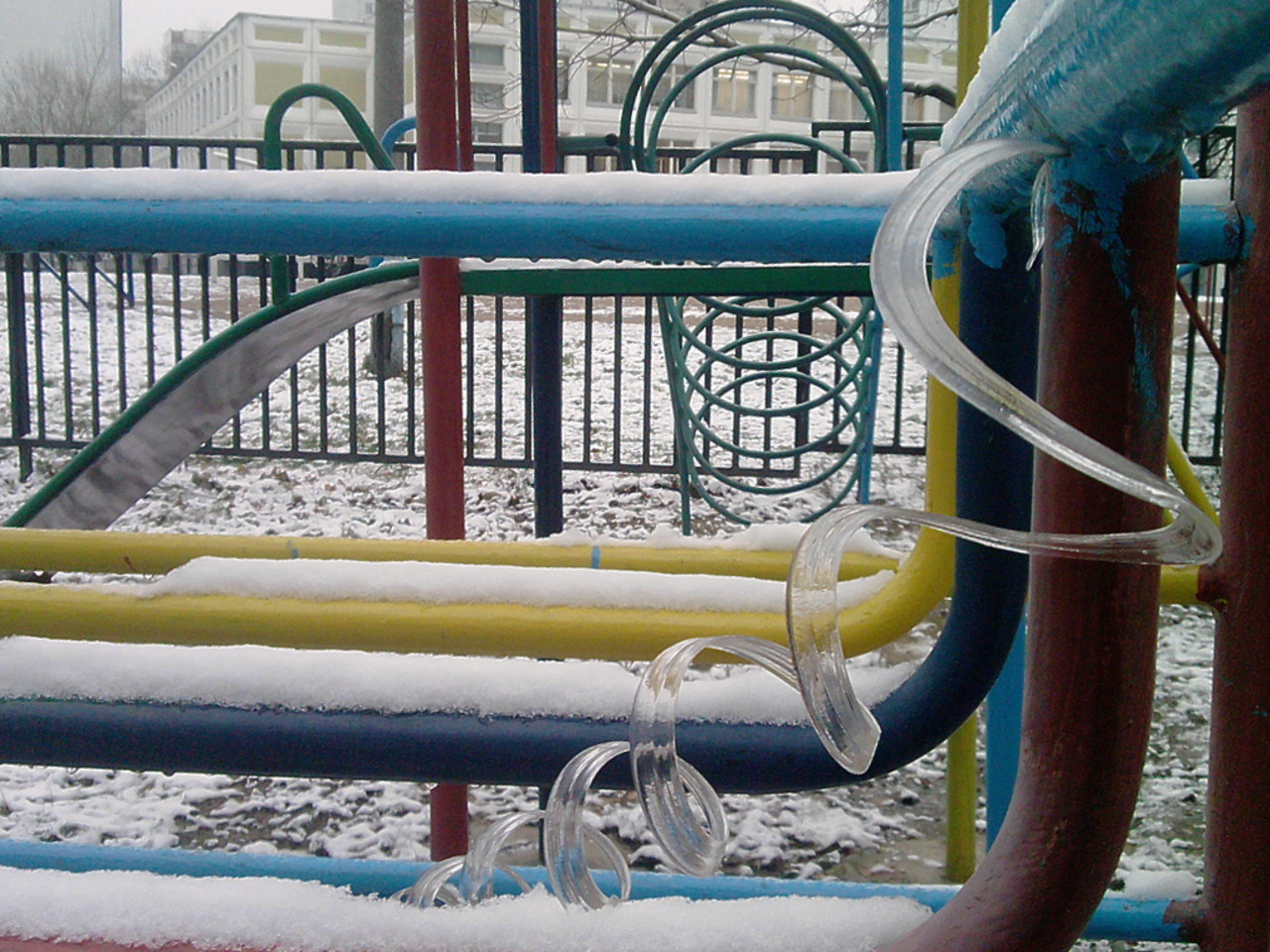
Carámbano espiral inusual, Moscú, Rusia
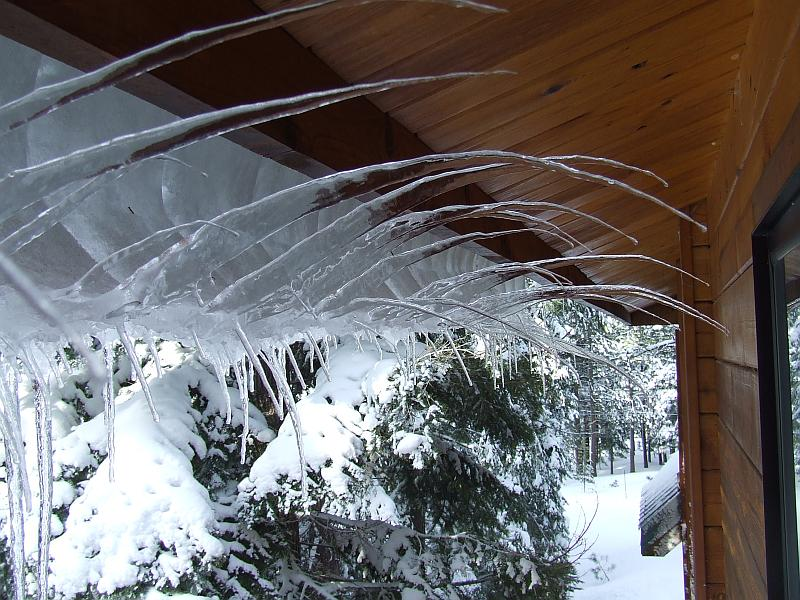
Carámbanos en Truckee, California
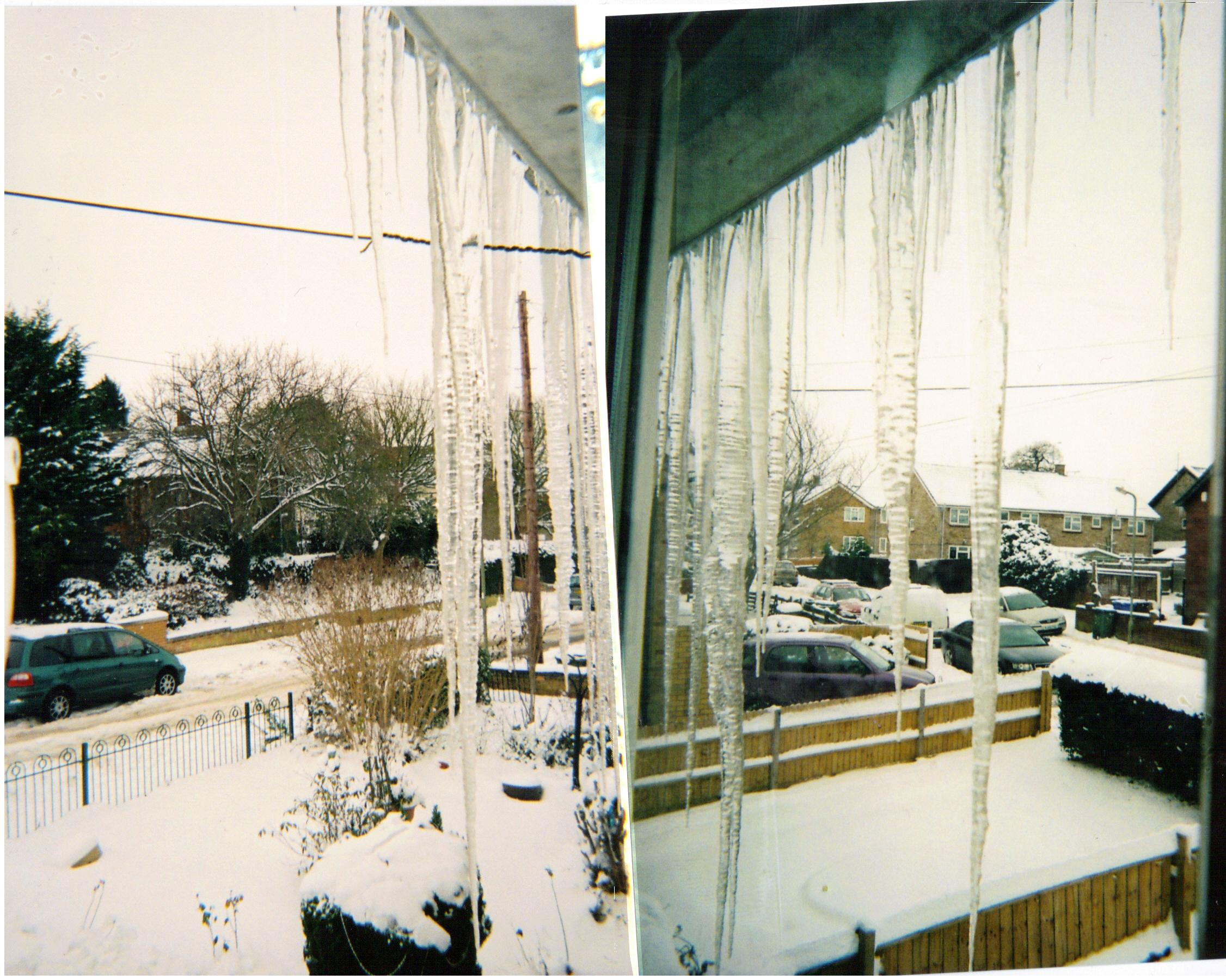
Carámbanos en Banbury, Gran Bretaña, en diciembre de 2010
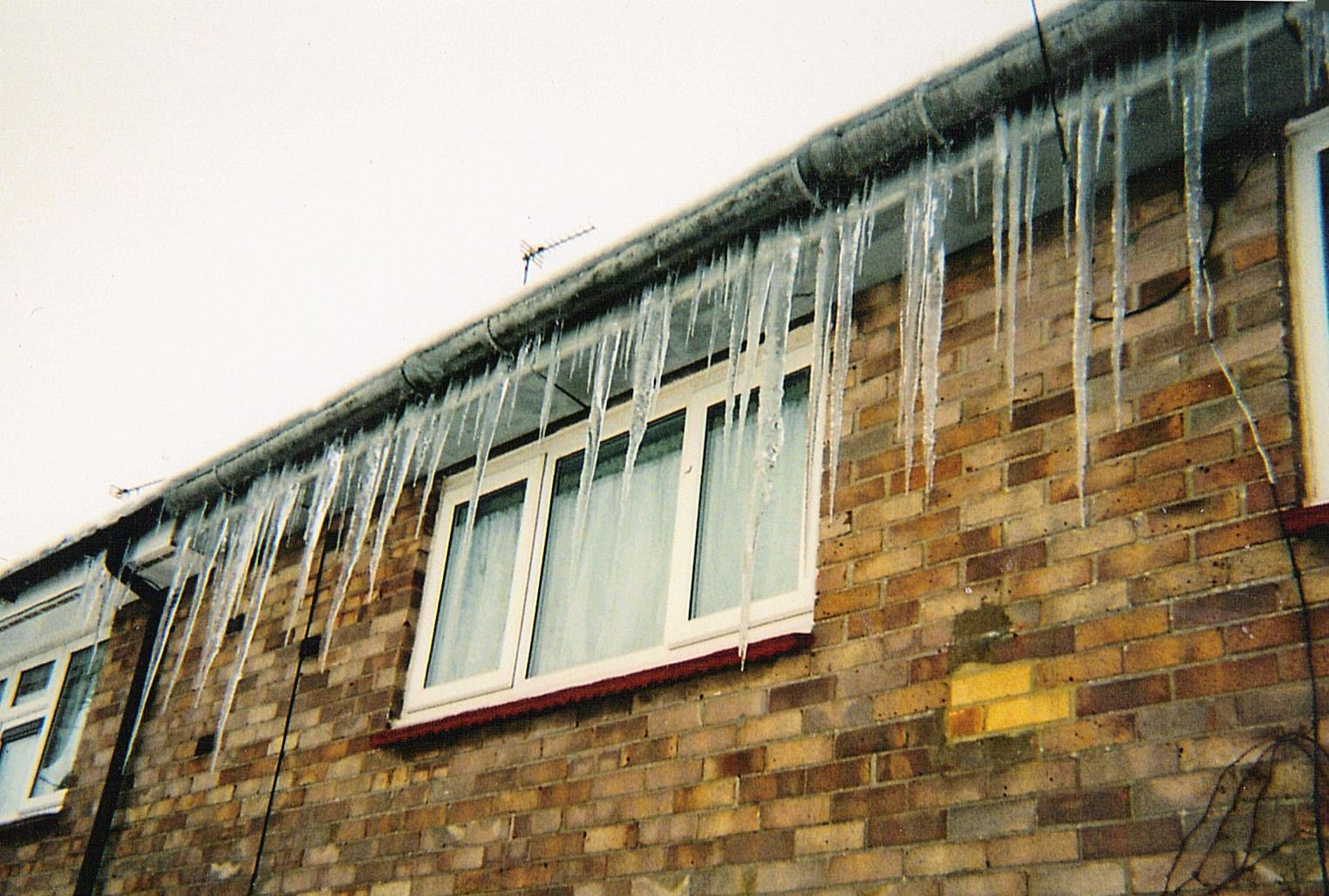
Carámbanos en Banbury, Gran Bretaña, en diciembre de 2010
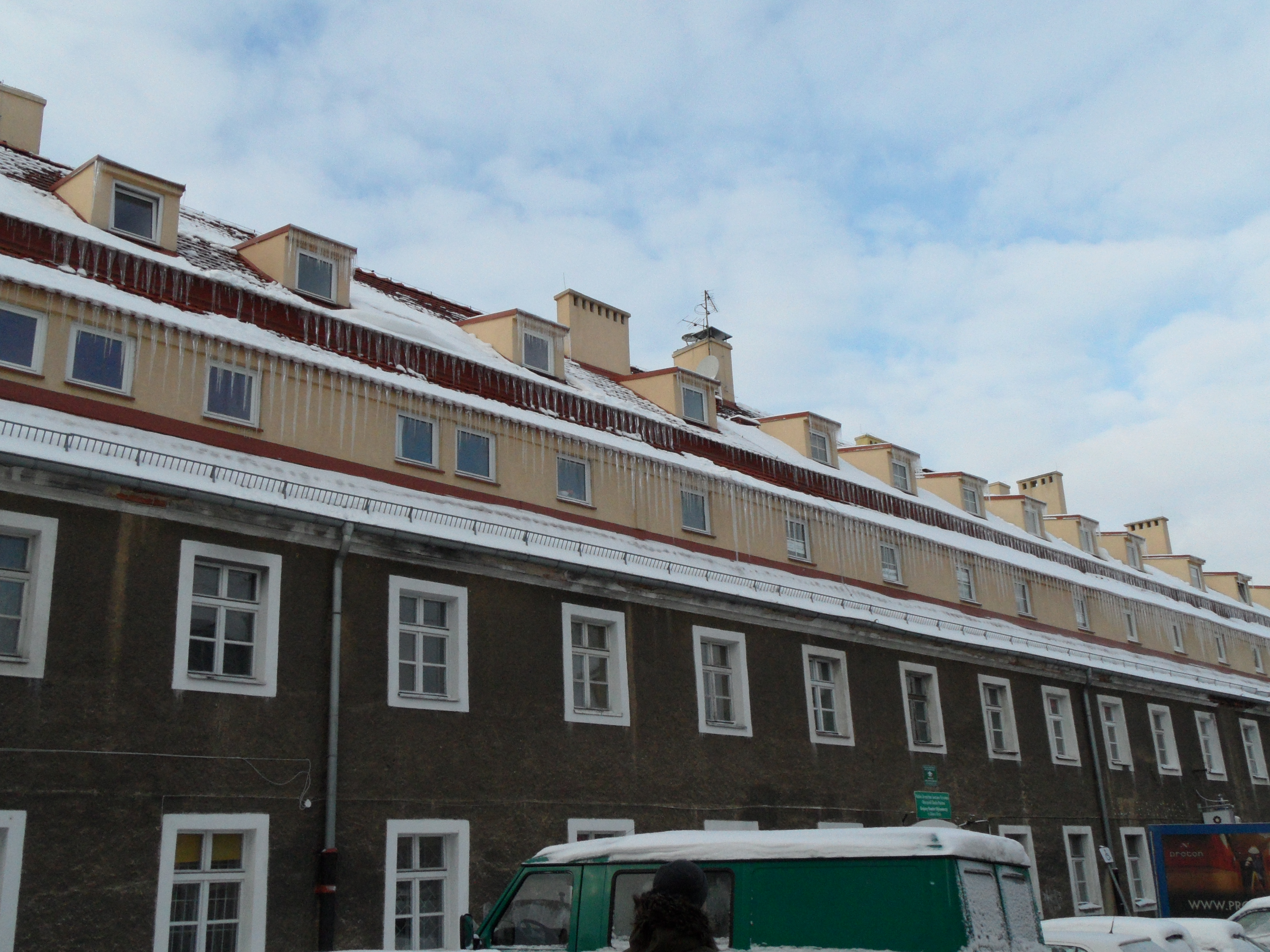
Carámbanos en Zielona Góra, Polonia, en diciembre de 2012
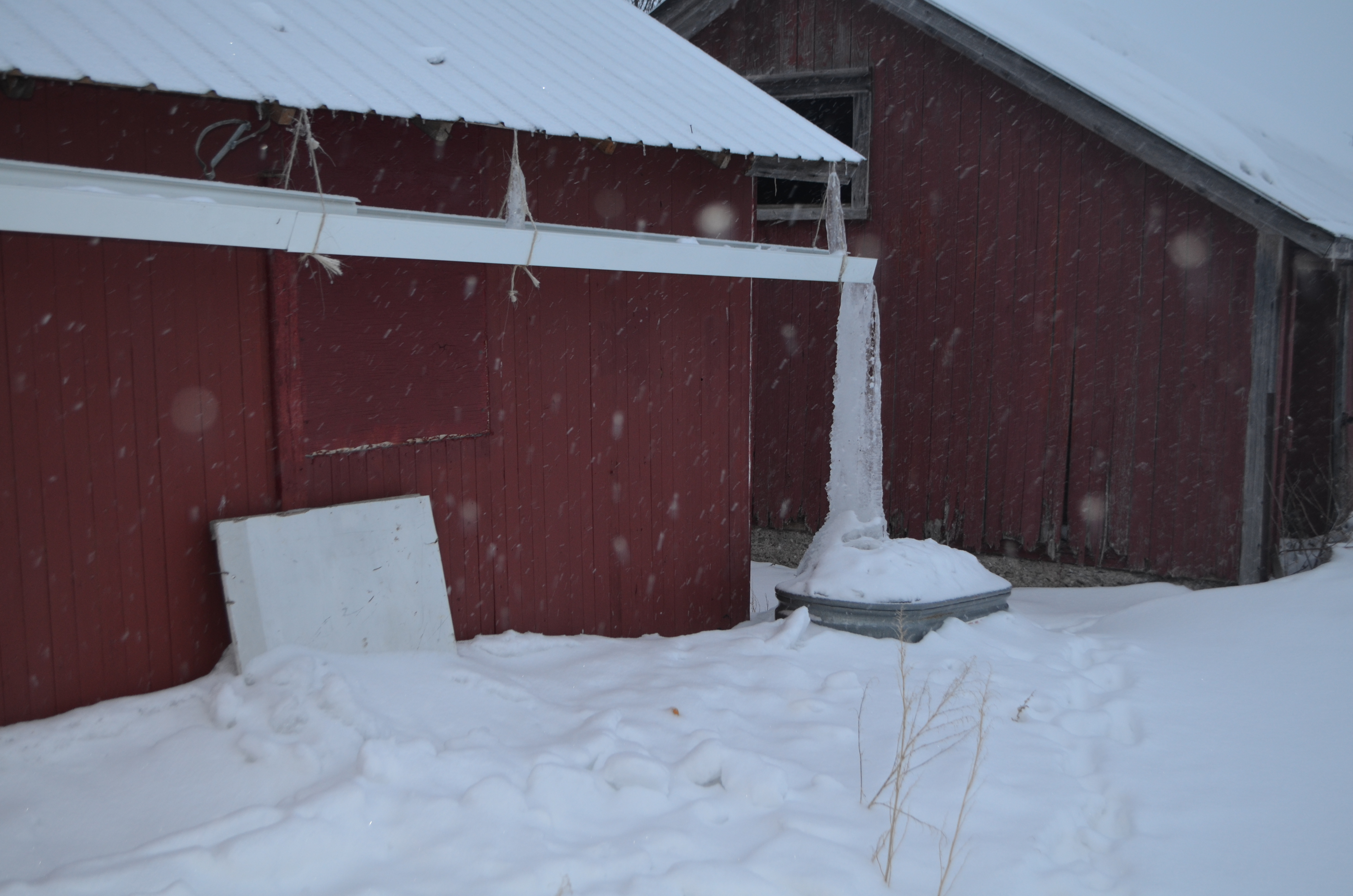
Un carámbano muy grande precipitado por una canaleta
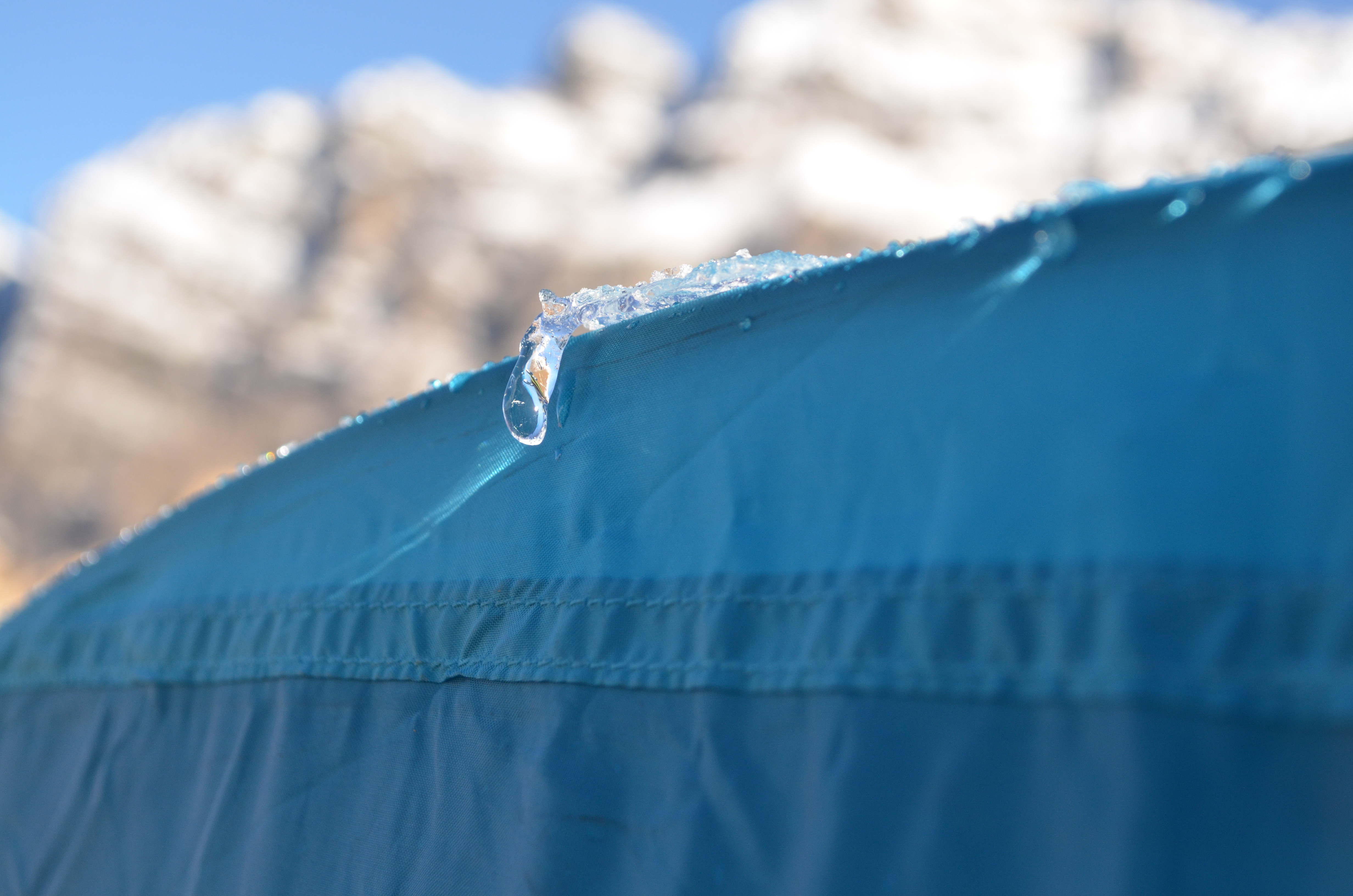
Un carámbano sobre una tienda